# Granizo

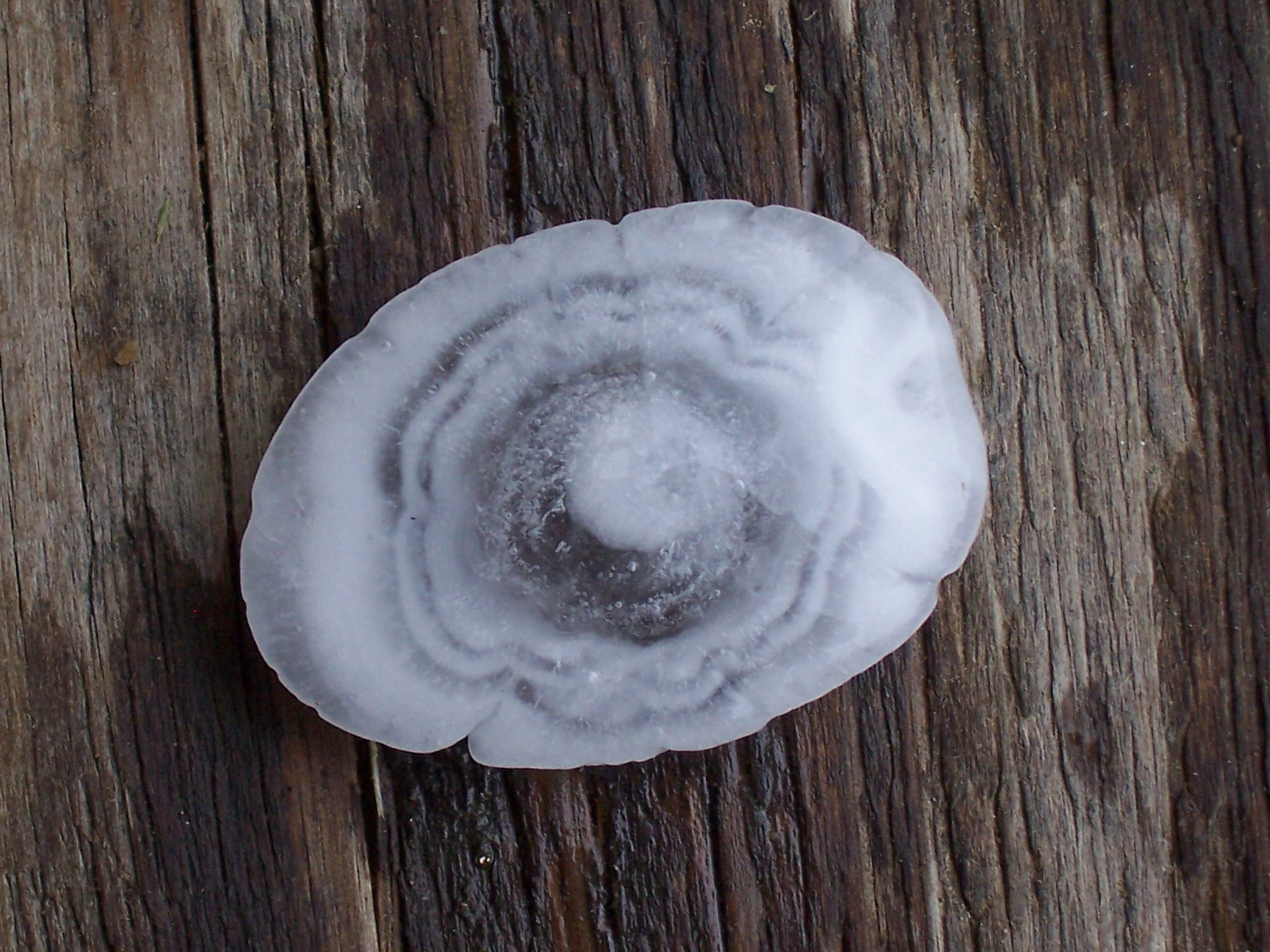
Uma pedra de granizo de grande tamanho com anéis concêntricos

Granizo (ou saraiva) é a forma de precipitação sólida que consiste em pedaços irregulares de gelo, comumente chamados de pedras de granizo ou pedras de gelo. Essas "pedras" são compostas por água no estado sólido e medem entre 5 e 200 mm de diâmetro, sendo as pedras maiores provenientes de tempestades mais severas. Glóbulos ou pedaços de gelo que têm diâmetro menor que ou maior que 5 mm são denominados, respectivamente, "granizo" ou "saraiva"; os eventos correspondentes são denominados granizada ou saraivada. O código Metar classifica como GR o granizo com 5 mm de diâmetro ou mais, enquanto que quando há pedras menores é codificado como GS. É possível, dentro da maioria das tempestades, o granizo ser produzido pelas nuvens cumulonimbus. Sua formação requer ambientes de forte movimento para cima da atmosfera da tempestade (semelhante aos furacões) e baixa altura do nível de congelamento. É mais frequente a formação ocorrer no interior dos continentes, dentro de latitudes médias da Terra, confinando-se a altitudes mais elevadas dentro dos trópicos.
Existem métodos para detectar tempestades de granizo usando imagens de satélites e radares meteorológicos. O granizo geralmente cai em maior velocidade à medida que cresce em tamanho, embora fatores complicadores, como a fusão, o atrito com o ar, o vento e interação com a chuva e outras pedras, possam retardar sua descida pela atmosfera da Terra. Avisos de tempo severo são emitidos quando atingem um tamanho prejudicial, pois podem causar danos graves a construções, automóveis e, mais comumente, à agricultura.

## Definição

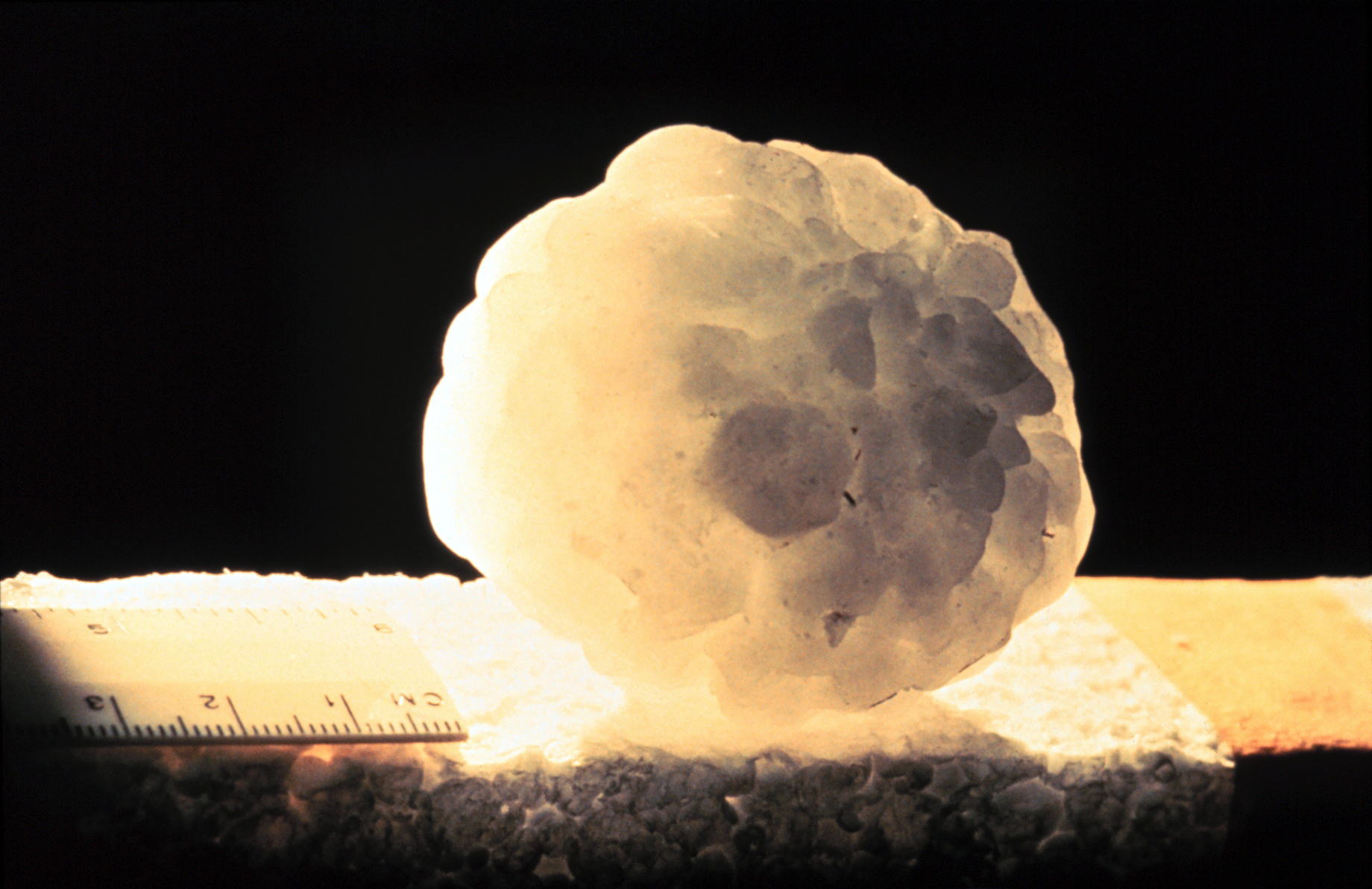
Pedra de granizo com cerca de 6 cm de diâmetro

Qualquer tempestade que produz granizo que atinge o solo é considerada como uma tempestade de granizo. Normalmente as pedras têm um diâmetro de 5 mm ou mais e podem crescer para 15 mm e pesar mais de 0,5 kg. Segundo o Instituto de Meteorologia, a queda de glóbulos ou pedaços de gelo que têm entre 5 e 50 mm ou mais de diâmetro é denominada saraiva, sendo que em alguns casos este termo é utilizado em substituição à palavra granizo. De acordo com o Instituto Nacional de Meteorologia (INMET), pedaços pequenos de gelo, abaixo dos 5 mm, são classificados como bolas de gelo, bolas de neve ou granizo mole. Bolas isoladas são chamadas de pedras.
Ao contrário de grãos de gelo, pedras de granizo estão em camadas e podem ser irregulares e aglutinadas. São compostas de gelo transparente ou de camadas alternadas de gelo transparente e translúcido, com pelo menos 1 mm de espessura, que são depositadas uma sob a outra, uma vez que a pedra, suspensa pelo ar, percorre a nuvem com forte movimento até que o seu peso supere o movimento vertical do ar e caia no chão. Embora o diâmetro de granizo seja variado, em países como os Estados Unidos a observação média do tamanho de uma pedra provocando danos é de 2,5 cm, mesmo tamanho de uma bola de golfe.
Pedras maiores que 2 cm são geralmente consideradas grandes o suficiente para causarem danos. Institutos como o Serviço Meteorológico do Canadá emitem avisos de tempestade severa quando o granizo tem um tamanho maior ou igual a esse, enquanto que o Serviço Nacional de Meteorologia dos Estados Unidos faz alertas com 2,5 cm. Outros países têm limiares diferentes de acordo com a sensibilidade local para salvar, por exemplo, áreas de cultivo de uva, que podem ser adversamente afetadas por pedras menores.

## Formação
O granizo se forma em grandes nuvens de tempestade, particularmente naquelas com correntes ascendentes e intensas, com alto conteúdo de água líquida, grande extensão vertical, gotas de água de grande porte e onde uma boa parte da camada de nuvem tenha temperatura abaixo de 0 °C. Estes tipos de fortes correntes de ar ascendente podem também indicar a presença de um tornado. A taxa de crescimento é maximizada onde o ar está próximo de uma temperatura de -13 °C.

### Natureza da camada do granizo

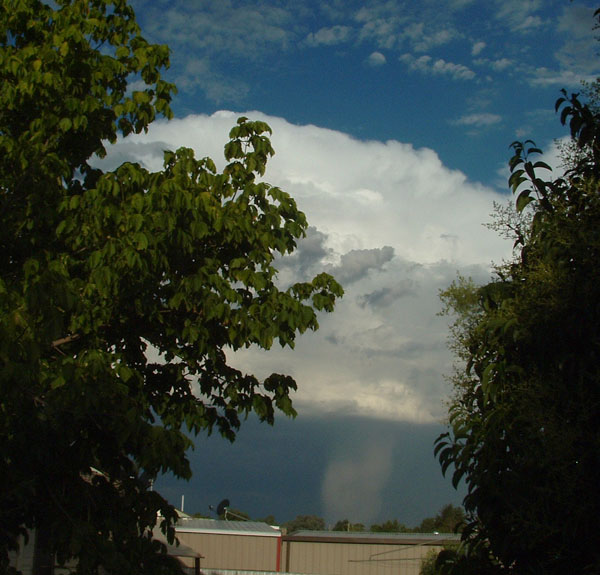
Eixo do granizo

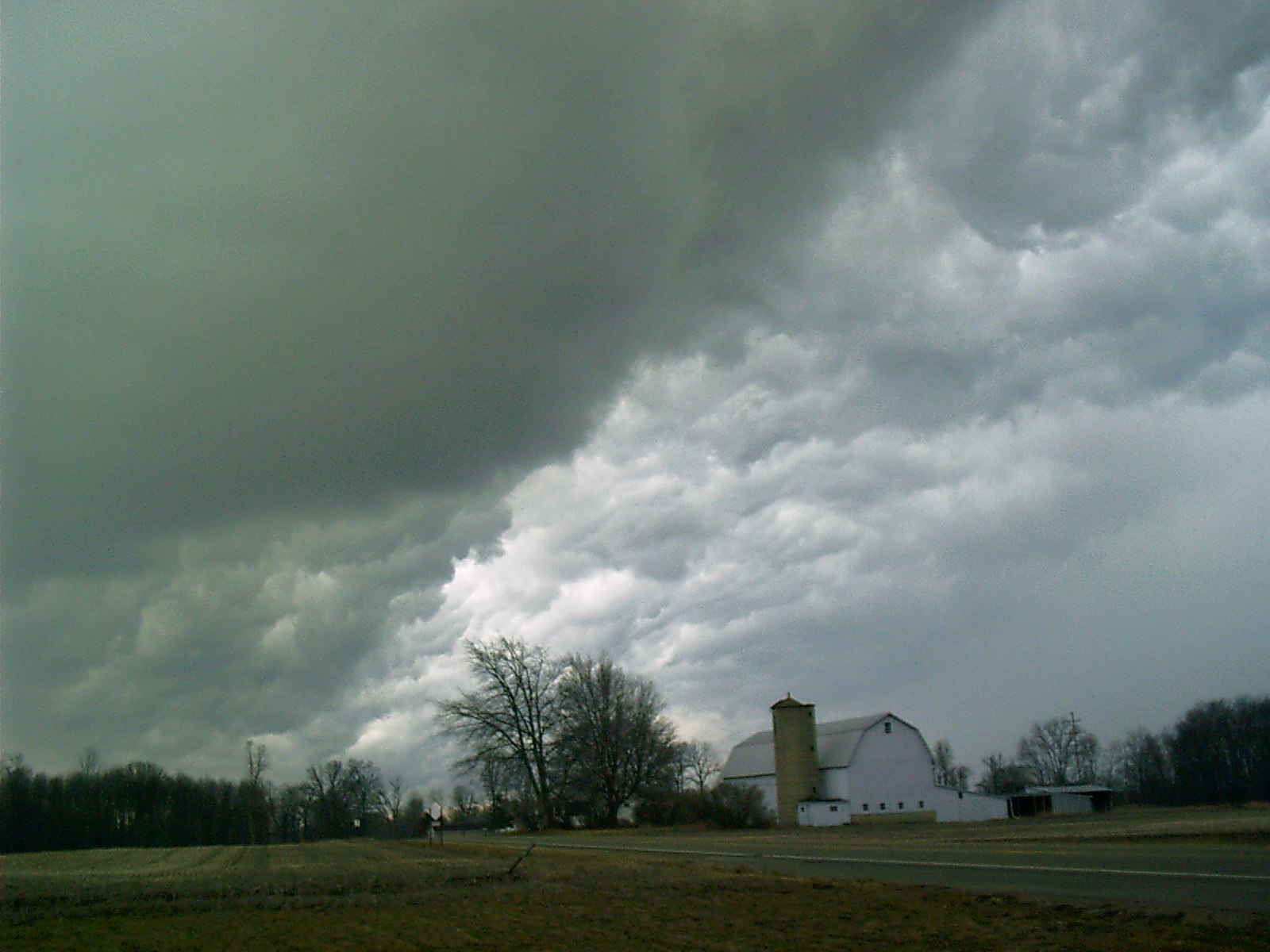
Tempestades severas com granizo podem apresentar uma coloração verde.

Como ocorre em uma precipitação de qualquer nuvem cumulonimbus, o granizo começa como gotas de água. Com a ascensão dessas gotas e a temperatura abaixo de zero, a água se congela quando entra em contato com os chamados núcleos de condensação. A parte transversal de uma pedra de grande dimensão tem uma estrutura parecida com uma cebola. Isso significa que o granizo é feito de camadas espessas e translúcidas, alternadas com camadas mais finas, brancas e opacas. Ele é submetido a múltiplas descidas e subidas, caindo em uma zona de umidade e recongelando quando é elevado. Pensava-se que este movimento para cima e para baixo era o responsável pelas camadas sucessivas da pedra, mas uma nova pesquisa, feita com base na teoria e estudo de campo, mostrou que isso nem sempre ocorre.
O vento das tempestades, oriundo do movimento vertical do ar, cuja velocidade pode chegar aos 180 km/h, sopra o granizo na nuvem, onde ele sobe em áreas onde a concentração de umidade e de gotículas de água super-resfriadas é bastante variada. A taxa de crescimento do granizo muda de acordo com a variação da umidade e da quantidade de gotículas resfriadas que ele encontra. A taxa de acréscimo dessas gotículas é outro fator que interfere no desenvolvimento da pedra. Quando o granizo se move para uma área com alta concentração de gotículas de água, ele adquire uma camada translúcida. Caso o movimento do granizo ocorra em uma área onde haja mais vapor de água disponível, a pedra adquire uma camada de gelo branco e opaco.
Além disso, a velocidade da queda do granizo depende de sua massa e da posição na corrente ascendente da nuvem. Isso é o que determina as diferentes espessuras das camadas da pedra. A taxa de acumulação de gotículas de água super-resfriada depende das velocidades relativas entre essas gotículas e o granizo em si. Isto implica que, geralmente, as pedras maiores do granizo se formam a alguma distância do movimento ascendente mais forte do ar, onde podem passar mais tempo crescendo. À medida que o granizo cresce, libera calor latente, que mantém o seu exterior em uma fase líquida. Como ele passa passa por um crescimento úmido, a camada externa torna-se pegajosa, ou mais adesiva, de modo que uma pedra pode crescer pela colisão com outras pedras menores, formando uma ainda maior, com uma forma irregular.
O granizo continuará subindo na tempestade até a sua massa não poder mais ser suportada pelo movimento ascendente do ar. Isso pode levar pelo menos 30 minutos, dependendo da força desse movimento na tempestade, cujo topo está geralmente acima de 10 km de altura. Em seguida, a pedra cai em direção ao chão, continuando a crescer, com base nesses mesmos processos, até que ela deixa a nuvem. A partir daí o granizo começa a derreter, uma vez que passa por uma região da atmosfera onde a temperatura está acima da de congelamento.
Assim, uma trajetória única na tempestade já é suficiente para explicar a estrutura das camadas do granizo. O único caso em que podem existir trajetórias múltiplas é em tempestades multicelulares, onde o granizo pode ser expulso do topo de uma nuvem "mãe" e ser capturado pela corrente ascendente de uma "filha" mais intensa. Este, porém, é um caso excepcional.

### Fatores que favorecem o granizo
O granizo é mais comum no interior continental das latitudes médias, uma vez que a formação da pedra é consideravelmente mais comum quando a temperatura de congelamento está abaixo de 3 400 m.
O movimento de ar seco em fortes tempestades sobre os continentes pode aumentar a frequência de granizo, promovendo a refrigeração por evaporação, que reduz o nível de congelamento das nuvens das tempestades, dando ao granizo um maior volume para crescer. Pelo mesmo motivo, o granizo é menos comum nos trópicos, apesar de uma frequência muito maior de tempestades, já que a atmosfera ao longo dos trópicos tende a ser mais quente a altitudes muito maiores. O granizo nos trópicos ocorre normalmente em altitudes mais elevadas.
O crescimento do granizo se torna desprezível quando a temperatura do ar cai para abaixo de -30 °C, pois as gotículas de água super-resfriadas tornam-se raras a essas temperaturas. Ao redor de tempestades, o granizo é mais comum dentro da nuvem que está em altitudes acima dos 6 100 metros. Entre 3 000 e 6 100 metros, 60% do granizo ainda está dentro da tempestade, embora 40% agora se encontre dentro da atmosfera limpa abaixo da bigorna (o cumulonimbus incus). Abaixo de 3 mil metros, o granizo está igualmente distribuído dentro e em torno da tempestade, até uma distância de 3,7 km.

## Climatologia
O granizo ocorre com mais frequência no interior continental das latitudes médias e é menos comum nos trópicos, apesar de as tempestades serem muito mais frequentes que nas latitudes médias. Também é muito comum o granizo ao longo de cadeias de montanhas, porque as montanhas forçam os ventos para cima, intensificando as correntes de ar dentro das tempestades e tornando a ocorrência de granizo mais provável. As elevações mais altas também resultam em menor tempo para que o granizo derreta antes de atingir o solo. Uma das regiões com maior número de registros de granizo de grande porte é o norte montanhoso da Índia, onde ocorreu uma das tempestades de gelo com maior quantidade de mortes, em 1888. Essas tempestades também são comuns na China, assim como na Europa Central, especialmente no sul e oeste da Alemanha, norte e leste da França e no sul e leste do Benelux. No sudeste da Europa, Croácia e Sérvia destacam-se pela frequência com que essas chuvas de granizo ocorrem.

## Detecção de curto prazo

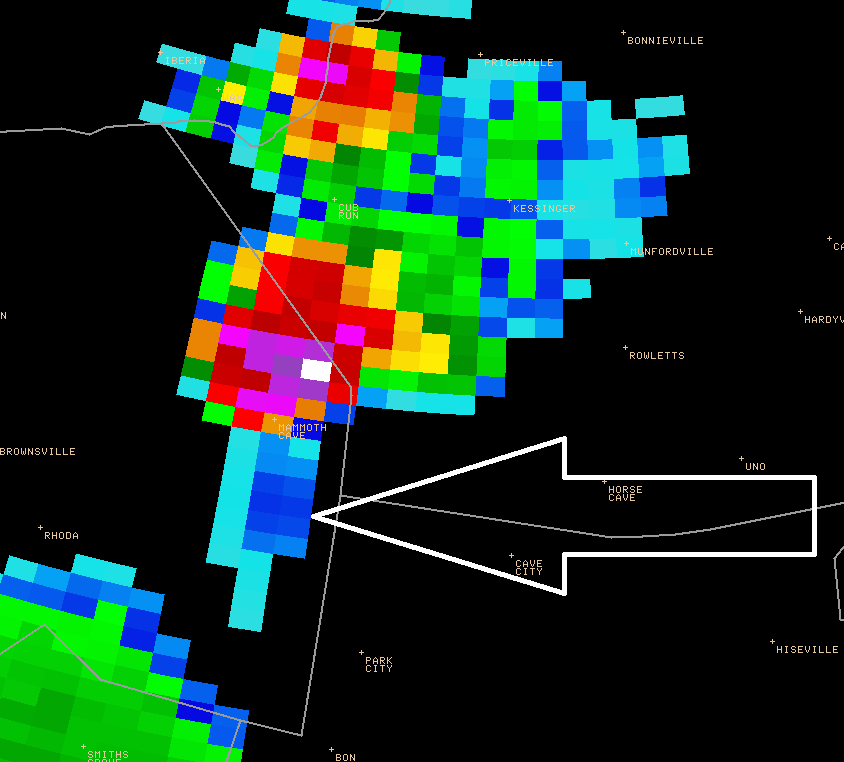
Exemplo de três corpos de uma célula: as ressonâncias fracas triangulares (apontadas pela seta) por trás do núcleo da tempestade (em vermelho e branco) estão relacionadas a uma tempestade de granizo em seu interior

Os radares meteorológicos são ferramentas muito úteis para detectar a presença de tempestades de granizo. No entanto, dados de radares têm que ser complementados por um conhecimento das atuais condições atmosféricas de tal lugar para que seja possível determinar se aquele ambiente é propício ao desenvolvimento de pedras de gelo.
Radares modernos varrem diversos ângulos dos entornos de uma área de instabilidade. Valores de refletividade em múltiplos ângulos acima do nível do chão em uma tempestade são proporcionais à taxa de precipitação nesses locais. Somando essa refletividade no líquido verticalmente integrado (VIL, do inglês Vertically Integrated Liquid), obtém-se o conteúdo de água líquida na nuvem. A pesquisa mostra que o desenvolvimento de granizo em níveis superiores da tempestade está relacionado com a evolução do VIL. O VIL dividido pela extensão vertical da tempestade, a chamada densidade VIL, tem relação com o tamanho do granizo, embora isso possa variar de acordo com as condições atmosféricas e, portanto, não tem alta precisão. Normalmente, o tamanho do granizo e a probabilidade da ocorrência podem ser estimados a partir de dados oriundos de radares computadorizados, utilizando algoritmos baseados nessas observações. Alguns algoritmos incluem a altitude da temperatura de congelamento para estimar o derretimento do granizo e o que irá atingir o chão.
Certos padrões de refletividade também são pistas importantes para o meteorologista. Os três picos de dispersão do corpo são um exemplo. É o resultado da energia do radar batendo na pedra e sendo desviada para o chão, onde reflete de volta para o granizo e depois para o radar. A energia levou mais tempo para ir do granizo para o chão e voltar, do que a energia que foi direto do granizo para o radar, e o eco está mais longe do radar do que da localização real do granizo no mesmo caminho radial, formando um cone de refletividades mais fracas.
Mais recentemente, as propriedades de polarização dos radares meteorológicos foram analisadas para diferenciar granizo de chuva forte. O uso da refletividade diferencial ({\displaystyle Z_{dr}}), em combinação com a refletividade horizontal ({\displaystyle Z_{h}}), levou a uma variedade de algoritmos de classificação do granizo. Imagens de satélite visíveis estão começando a serem usadas para detectar granizo, mas as taxas de alarmes falsos mantêm-se elevadas usando este método.

## Tamanho e velocidade terminal
O tamanho das pedras de granizo é melhor determinado quando se mede seu diâmetro com uma régua. Na ausência de uma régua, o tamanho da pedra de granizo é frequentemente estimado visualmente, comparando o seu tamanho ao de objetos conhecidos, como moedas. Abaixo está uma tabela de objetos comumente utilizados para este fim. O uso de objetos como ovos de galinha, ervilhas e bolas de gude para comparar o tamanho do granizo é muitas vezes impreciso, devido às suas dimensões variadas. A Tornado and Storm Research Organisation (TORRO), do Reino Unido, também usa uma escala para as pedras e tempestades de granizo.
Quando é observado em um aeroporto, o código METAR é usado dentro de um observatório meteorológico de superfície, que se relaciona com o tamanho da pedra de granizo. Dentro do código METAR, GR é usado para indicar pedras grandes, de um diâmetro de pelo menos 6,4 mm, e é derivado da palavra francesa grêle. Granizo de menor porte, bem como pelotas de neve, usa a codificação de GS, que é forma curta da palavra francesa grésil.
A velocidade terminal de granizo, ou a velocidade com que o granizo atinge o chão, varia de acordo com o diâmetro das pedras. Uma pedra de granizo de 1 cm de diâmetro cai a uma taxa de 9 metros por segundo, enquanto que pedras de 8 cm de diâmetro caem a uma taxa de 48 m/s. A velocidade da pedra depende do tamanho da pedra, do atrito com o ar, da velocidade do vento, de colisões com gotas de chuva ou outras pedras e do derretimento à medida que cai em uma atmosfera mais quente.
| Objetos                | Diâmetro |
| ---------------------- | -------- |
| Ervilha                | 6,4 mm   |
| Bola-de-gude (pequena) | 13 mm    |
| Pedras de naftalina    | 13 mm    |
| Noz/Bola de ping-pong  | 38 mm    |
| Bola de ping-pong      | 41 mm    |
| Bola de golfe          | 44 mm    |
| Ovo                    | 51 mm    |
| Bola de tênis          | 64 mm    |
| Bola de baseball       | 70 mm    |
| Xícara                 | 76 mm    |
| Toronja                | 102 mm   |
| Bola de softbol        | 114 mm   |

## Perigos

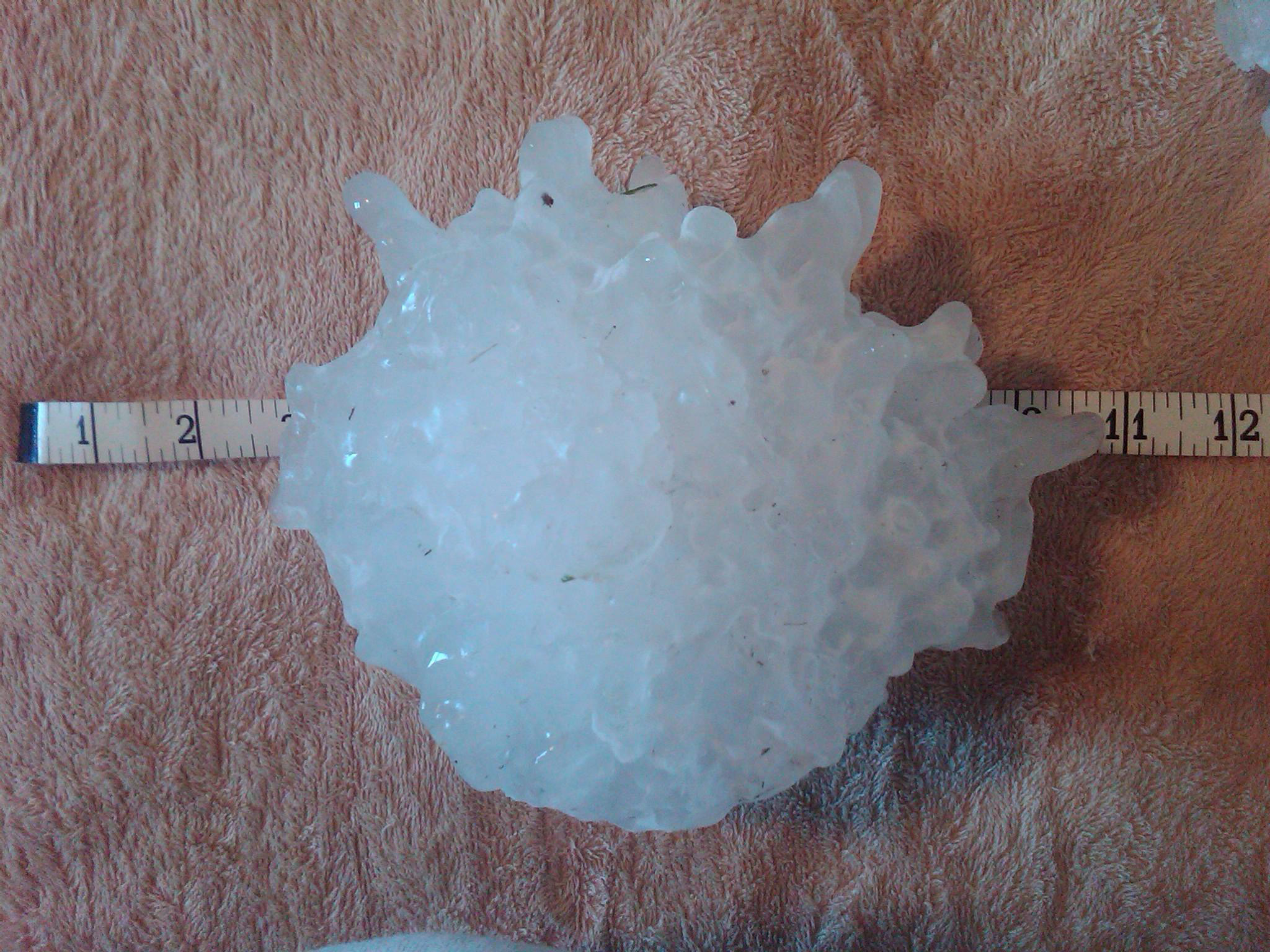
O maior granizo já observado nos Estados Unidos, tendo 20 centímetros de diâmetro e peso de 0,88 kg. Caiu em Vivian, Dakota do Sul, dia 23 de julho de 2010

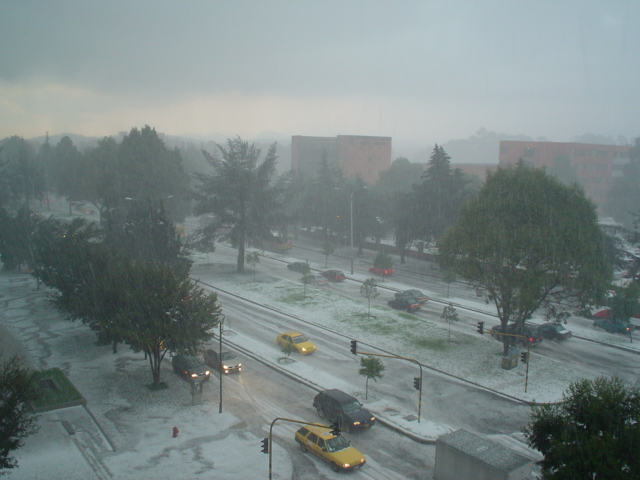
Granizo em Bogotá, Colômbia, em março de 2003

O granizo pode causar sérios danos, principalmente para automóveis, aeronaves, telhados com estruturas de vidro, pecuária, e, mais comumente, à agricultura. Danos causados em telhados muitas vezes passam despercebidos, até que ocorram rachaduras ou vazamentos. É mais difícil reconhecer os estragos em telhados planos, mas todos têm seus próprios problemas de detecção de danos de pedras de gelo. Telhados de metal são bastante resistentes a danos causados por granizo, mas podem acumular danos estéticos na forma de "dentes" ou revestimentos danificados.
O granizo é um dos riscos mais significativos de tempestades para aeronaves. Quando as pedras de granizo excedem 13 mm de diâmetro, os aviões podem ser seriamente danificados em poucos segundos. O granizo acumulado no chão também pode ser perigoso para o pouso das aeronaves. Também é um incômodo comum aos condutores de automóveis, provocando mossas no veículo e rachando ou mesmo quebrando para-brisas e janelas. Trigo, milho, soja e tabaco são as culturas mais sensíveis a danos causados por granizo. Raramente, pedras grandes causam concussões ou traumas físicos a seres vivos. Também têm sido a causa de muitos estragos e mortes ao longo da história. Um dos primeiros incidentes registrados ocorreu por volta do século IX em Roopkund, Uttarakhand, Índia.

## Acúmulo
Zonas estreitas onde o granizo se acumula no chão em associação com a atividade de temporais são conhecidas como raias de granizo ou fileiras de granizo, que podem ser detectadas através de satélite, após a passagem das tempestades. Chuvas de granizo normalmente duram desde alguns minutos a até 15 minutos. As pedras podem chegar a formar uma camada sobre o chão com cerca de 5 cm, podendo, a partir do peso do acúmulo, derrubar árvores. Enchentes repentinas e deslizamentos de terras em áreas de terrenos íngremes também podem ser um problema causado pelo acúmulo de gelo.
Em ocasiões mais raras, um temporal acompanhado de granizo pode se estacionar sobre determinada região, provocando grandes acúmulos de gelo; isto tende a acontecer em áreas montanhosas. Já houve registro de camadas de até 1 metro, em Nederland, Colorado, Estados Unidos, em julho de 2010.

## Supressão e prevenção
Durante a Idade Média, pessoas na Europa tocavam sinos nas igrejas e davam tiros de canhão para alertar a população da aproximação de uma tempestade de granizo. Depois da Segunda Guerra Mundial, o método da semeadura de nuvens passou a ser usado para afastar e eliminar a ameaça de granizo, principalmente na Rússia, onde se anunciou uma redução de 50 a 80% nos danos em colheitas provocados por granizo, aplicando iodeto de prata através de foguetes e obus de artilharia. Esses resultados não foram verificados. Programas de supressão de granizo foram empreendidos em 15 países entre 1965 e 2005. Entretanto, até o momento, nenhum método de prevenção se provou eficaz.